# Restrepia chameleon
Restrepia chameleon é uma espécie de orquídea (Orchidaceae) originária dos Andes.